# Éthique laïque

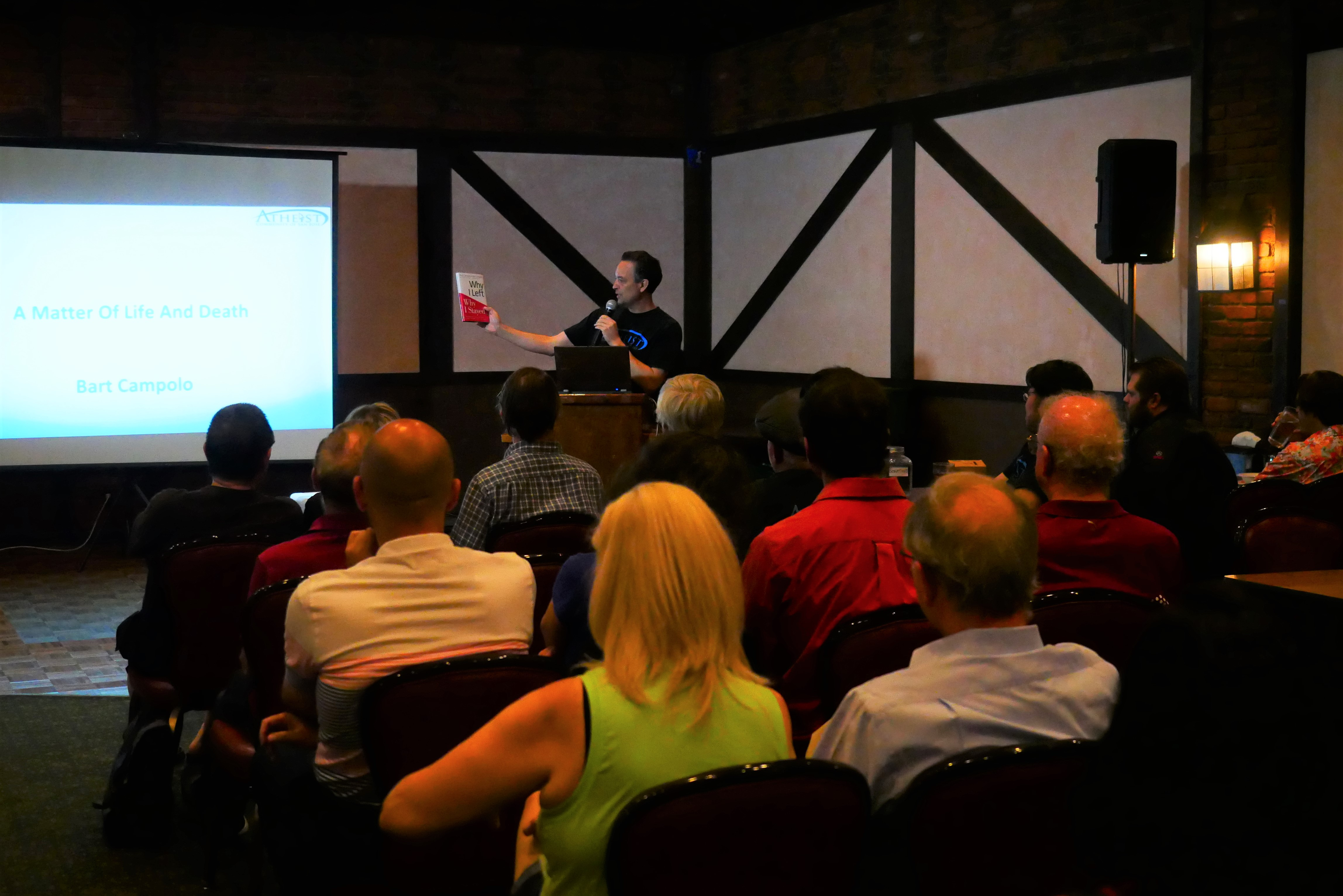
Conférence à la communauté athée de San Jose. Conférence intitulée « Une question de vie et de mort ».

L'éthique laïque est une branche de philosophie morale où l'éthique est basée seulement sur les facultés humaines telles la logique, la raison ou l'intuition morale, et non-pas dérivée d'une religion. L'éthique laïque se définit comme tout système éthique qui ne s'appuie pas sur le surnaturel : elle englobe l'humanisme, la laïcité et la libre-pensée.

## Principes de l'éthique laïque
Malgré l'étendue et la diversité de leurs opinions philosophiques, les partisans d'une éthique séculière partagent généralement un ou plusieurs des principes suivants : 
- Les êtres humains, grâce à leur capacité d'empathie, sont capables de définir des fondements éthiques.
- Le bien-être de chacun est une valeur centrale pour prendre des décisions éthiques.
- Les êtres humains, grâce à la logique et à la raison, sont capables de dégager des principes normatifs de comportement.
- Cela peut conduire à un comportement préférable à celui qui est propagé ou toléré au nom de textes religieux. D'autre part, cela peut conduire à la défense d'un système de principes moraux sur lequel de plus larges groupes de personnes, qu'elles soient religieuses ou non, sont capables de se mettre d'accord.
- Les êtres humains ont la responsabilité morale de veiller à ce que les sociétés et les individus agissent sur la base de ces principes éthiques.
- Les sociétés peuvent et doivent, dans la mesure du possible, progresser d'une situation moins éthique et moins juste vers une situation plus éthique et plus juste.

Nombre de ces principes sont recherchés par les sciences morales, c'est-à-dire par l'utilisation de démarches scientifiques et philosophiques pour répondre aux questions morales. Divers penseurs ont défini la morale comme une affaire de vérité empirique à explorer dans un contexte scientifique. En philosophie morale, cette démarche est liée au naturalisme moral, un type de réalisme moral.

## Éthique laïque et religions
Certains déclarent que la religion n'est pas nécessaire au comportement moral de chacun. Selon le Dalaï Lama, la compassion et l'affection sont des valeurs humaines indépendantes des religions : « Nous avons besoin de ces valeurs humaines. Je les appelle valeurs éthiques laïques, ou convictions laïques. Elles sont sans relation avec une religion particulière. Même sans religion, même  agnostique, nous avons la capacité pour promouvoir ces valeurs. » Le dalaï-lama a consacré un livre complet à l'éthique laïque, intitulé Sagesse ancienne, monde moderne - Éthique pour le nouveau millénaire. Le 7 juin 2009, il donne une conférence à Paris sur ce thème.